# Адлерберг, Герман Александрович
Герман Александрович Адлерберг (9 декабря 1890 — 1919, Лондон) — российский яхтсмен. Участник летних Олимпийских игр 1912 года.

## Биография
Герман Адлерберг родился 9 декабря 1890 года. Граф.
В 1902-1904 годах обучался в гимназии и реальном училище Гуревича.
Был членом "Гаванского парусного общества" в Санкт-Петербурге.
В 1912 году вошёл в состав сборной России на летних Олимпийских играх в Стокгольме. Выступал в парусном спорте в классе «8 метров» на яхте «Былина» в качестве рулевого. Экипаж, в который также входили Йохан Фербер, Владимир Елевич, Владимир Лурасов и Николай Подгорнов, поделил последние 5-8-е места, не набрав ни одного балла. В первой гонке показали результат 2 часа 27 минут 59 секунд, во второй — 2:21.43.
В 1914 году окончил Александровский лицей в Санкт-Петербурге.
Служил чиновником Государственной канцелярии.
Умер в 1919 году в британском городе Лондон.

## Семья
Отец — Александр Александрович Адлерберг (1848—1931), граф, российский генерал от инфантерии.
Мать — Любовь Владимировна Трофимова (1859—?).
Старшая сестра — Маргарита Александровна Адлерберг (1881—?).
Старший брат — Александр Александрович Адлерберг (1882—1905).
Старший брат — Владимир Александрович Адлерберг (1884—1966).
Старшая сестра — Наталья Александровна Адлерберг (1887—1924).